# Ламонт, Рори
Рори Патрик Ламонт (англ. Rory Patrick Lamont; род. 10 октября 1982, Перт) — шотландский бывший профессиональный регбист, выступавший на позициях винга и фулбэка. На протяжении своей карьеры играл за ряд европейских клубов, а также сборную Шотландии, в составе которой принял участие в двух чемпионатах мира. Младший брат Шона Ламонта.

## Ранние годы
Рори, как и его старший брат Шон, вырос в небольшом городке Боттсфорде, графство Лестершир. Начал играть в регби в юношеской команде местного клуба «Мелтон». В возрасте 15 лет регбист присоединился к академии профессионального клуба «Нортгемптон Сэйнтс», где, впрочем, не сумел достаточно хорошо проявить себя, чтобы попасть в основной состав. Уже тогда будущего игрока сборной Шотландии мучили травмы.

## Клубная карьера
Свою профессиональную карьеру Рори начал в «Глазго Уорриорз», где за три года сыграл 54 матча и занёс в общей сложности 19 попыток во всех турнирах. После чемпионата мира того года, где Ламонт сумел заявить о себе как о настоящем конкуренте своего старшего брата, перешёл в «Сейл Шаркс». Однако и там планам шотландца помешали травмы: проведя на неплохом уровне первую часть сезона 2007/2008 он выбыл из строя из-за перелома костей лица в матче за сборную, а в конце того же года повредил голеностоп, что потребовало операции и четырёх месяцев на восстановление.
Весной 2009 года стало известно о «большой закупке» французского «Тулона» — клуб из Прованса, который чуть было не вылетел из Топ 14, подписал целый ряд регбистов с Британских островов, в числе которых помимо Рори Ламонта оказались Джонни Уилкинсон, Хуан Мартин Фернандес Лоббе и многие другие. Уже спустя два сезона, в ноябре 2011 года регбист расторг контракт с клубом, объяснив это позицией главного тренера шотландской сборной Энди Робинсона, который объявил, что Ламонт не будет вызван в состав «тёмно-синих», если продолжит играть во Франции. Руководство «Тулона» парировало, что шотландец так не сумел интегрироваться в команде, а также нарушал режим тренировок.
Вернувшись на родину в «Глазго Уорриорз» Рори сыграл лишь 5 матчей и в матче Кубка шести наций 2012 сломал ногу, после чего на поле не появлялся и в 2013 году принял решение завершить регбийную карьеру.

## Сборная Шотландии
Рори Ламонт дебютировал за национальную сборную в матче Кубка шести наций 2005 против сборной Уэльса. И хотя игра молодого защитника была неидеальной — именно после его неудачного захвата валлиец Том Шенклин сумел занести попытку, — уже в своём первом матче он стал автором заноса. Наиболее мощно талант винга раскрылся на чемпионате мира 2007 года. Там Рори, который получал ограниченную игровую практику в 2007 году и полностью пропустил матчи 2006, сумел занести четыре попытки, причём сделать это дублями: сначала португальцам, а затем румынам.
В 2008 году Ламонт сыграл за «тёмно-синих» пять матчей, однако затем всё меньше выходил на поле из-за постоянных травм: ряд сотрясений и мышечных повреждений привели к тому, что на чемпионат мира 2011 он подходил лишь с 10 матчами после предыдущего турнира. По словам самого спортсмена в этом отчасти был виноват и тренерский штаб сборной: на матч против сборной Новой Зеландии в 2010 году его заставили выйти с незалеченной травмой четырёхглавой мышцы бедра, несмотря даже на предупреждения врачей. В клуб Рори вернулся с усугублённым повреждением, кроме того за слабую игру он получил шквал критики от прессы.
Несмотря на недостаток игровой практики регбист получил вызов в сборную на чемпионат мира, где сыграл лишь один матч — против сборной Грузии. Последний раз он вышел на поле в феврале 2012 года на игру против французов.

## Вне регби
На протяжении всей своей профессиональной карьеры Рори Ламонт периодически оказывался в центре разного рода скандалов. Уже вернувшись в Глазго после неоднозначного разрыва контракта с французским «Тулоном» винг попал в поле зрения СМИ из-за своих политических убеждений — в своём микроблоге Twitter он крайне оскорбительно высказался о президенте США Бараке Обаме, британском премьер-министре Дэвиде Кэмероне и канцлере Ангеле Меркель; позже регбист был вынужден принести извинения. В 2016 году Ламонт признался, что после завершения карьеры впал в депрессию из-за чего испытывал серьёзные проблемы со здоровьем и задумывался о суициде.